# Ütközet a 10-es számú szigetért
Az ütközet a 10-es számú szigetért a Mississippi folyamon New Madridnál és a Kentucky-kanyarulatban az amerikai polgárháború ütközete volt, melyet 1862. február 28-tól április 8-ig vívtak. A folyó dupla kanyarulatában levő szigeten a konföderációs erők építettek ki állásokat a háború kezdeti időszakában. Kitűnően blokkolta az uniós tengerészet előrenyomulását a Mississippin, mivel a hajóknak el kellett haladniuk a sziget mellett, majd lelassítaniuk, hogy a szűk kanyarokat bevehessék. A védelem eredendő gyengesége volt azonban, hogy egyetlen úton juthatott be oda élelem és ellátmány. Ha az ellenség azt elzárja, a helyőrséget az izoláció biztosan megadásra kényszeríti.
A szövetségi erők 1862 márciusában kezdték ellenük a műveleteket, röviddel azután, hogy a CSA feladta kiváló állásait Columbusban, ami egy zárláncával akadályozta a Mississippi hajóforgalmat. A zárlánc a saját súlyától elszakadt, de ez addig nem derült ki, míg Columbust az uniósok el nem foglalták. Ulysses S. Grant dandártábornok 1862 februárjában elfoglalta Fort Henry-t és Fort Donelsont, Tennessee állam erődítményeit, s ez kikényszerítette Columbus feladását. Az uniós Mississippi hadsereg John Pope dandártábornok vezetése alatt előrehatolt Point Pleasantig, mely majdnem a 10-es számú szigettől nyugatra és New Madridtól délre volt. Pope hadserege ezután visszament északra és hamarosan ostromütegekkel támadta New Madridot. A konföderációs John P. McCown dandártábornok a város kiürítése mellett döntött és helyőrségét a 10-es számú szigetre telepítette, miközben nehéztüzérségét és készletei javát hátrahagyta.
Két nappal New Madrid elfoglalása után a Nyugati ágyúnaszád flotilla naszádjai és mozsártutajai lehajóztak a 10-es szigetig és megtámadták. A rá következő három hétben a sziget védői és a környező lövegek kitartó bombázást szenvedtek végig a flotta részéről, melyben főként a mozsárágyúk jutottak szerephez. Ezalatt az uniós erők New Madridban csatornát ástak, mely által a várostól keletre a hajóforgalom elkerülte volna a 10-es számú szigetet. Több szállítóhajót küldtek a Mississippi hadsereg után, mellyel a gyalogságot lehetett áthajózni a Tennessee oldalra, hogy támadást indíthassanak.
Pope meggyőzte Andrew H. Foote-ot, a flotilla parancsnokát, hogy küldjön ágyúnaszádokat az ütegek mellett, segítse az átkelésben azzal, hogy távol tartja a déli hajókat, és támogató tüzet bocsásson közvetlen közelről a támadás helyszínén. A USS Carondelet Henry Walke parancsnoksága alatt 1862. április 4-én átcsúszott a blokád mellett; két nap múlva követte az Egbert Thomson sorhajóhadnagy irányította USS Pittsburgh. Ennek a két naszádnak a támogatásával Pope átjutott a folyón és csapdába ejtette az ott tartózkodó konföderációs erőket, akik visszavonultak. A háromszoros létszámfölényt látva a katonák reménytelennek találták az ellenállást és elhatározták a megadást. Ezzel párhuzamosan a sziget helyőrsége letette a fegyvert Foote admirális és az uniós flotilla előtt.
Az uniós győzelem következtében a háború során először a Konföderáció elvesztett egy állást a Mississippi mentén. A hajók előtt az út most már nyitva állt Fort Pillowig, mely Memphis fölött nem sokkal helyezkedett el. Három héttel később New Orleans elesett; az uniós flotta David G. Farragut admirális vezetésével elfoglalta, és a Konföderációt a folyó mentén való kettévágás fenyegette.

## Az ütközet háttere

### A földrajzi adottságok

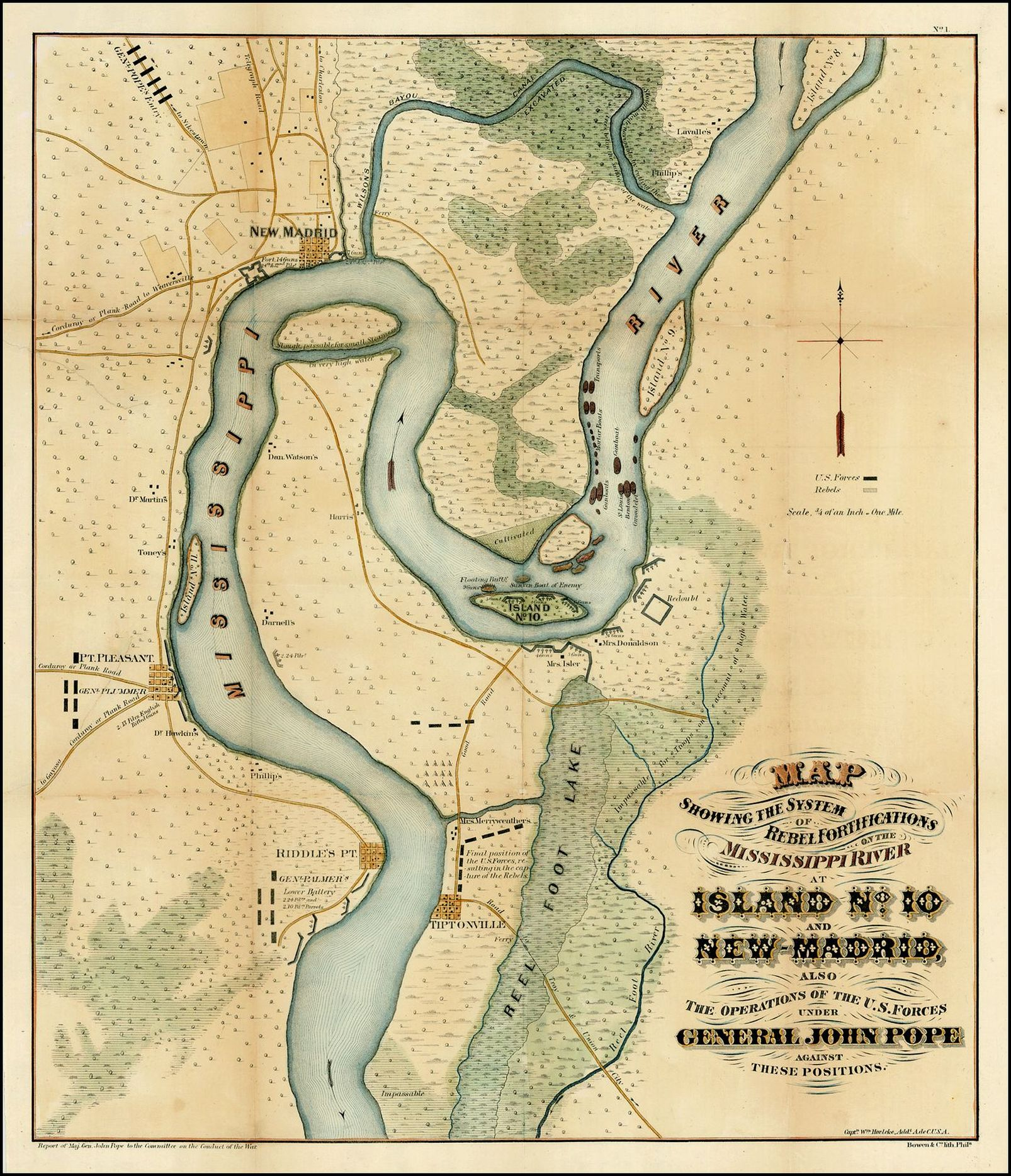
A 10-es számú szigetért folyó ütközet térképeDéli erődítmények a Mississippi-folyón; New Madrid; Pope tábornok szövetségei műveletei a szakadárok ellen.

A 10-es számú sziget annak köszönhette a nevét, hogy az Ohio torkolatától valaha a tizedik volt a sorban. A folyó lényegében egy óriási homokdombot rakott le, melynek hossza másfél kilométer és szélessége 400 méter volt a legszélesebb részén. Körülbelül három méterre emelkedett a víz szintje fölé.
A szigetnél azonban fontosabb volt a közelségében a folyó irányváltoztatása. A 10-es számú sziget a folyó 180°-os órajárás szerinti elfordulásának a déli végében helyezkedett el, melyet azonnal órajárással ellentétes fordulat követett, így az majdnem az eredeti irányban folyt tovább, csak éppen kb. 13 kilométerrel nyugatabbra. A kanyarulatok szűkek; az első kanyar déli feléről a második kanyar északi fele légvonalban mindössze 14 km volt, ami a folyó vizét követve 19 km-re nőtt. A máig látható dupla kanyarulat neve New Madrid-kanyar volt, más néven Bessie-kanyar az egyik település után, mely a kanyar földnyelvén helyezkedett el, de ismert volt Kentucky-kanyar, vagy Madrid kanyar néven is. A New Madriddal ellentétes oldalon a kanyarulatok neve egyszerűen Madrid-kanyar volt. New Madrid városa, melyről a kanyar a nevét kapta a második kanyarulat északi felében volt keresendő.
A délre eső sziget mögötti szárazföld egy a sziget természetes medre mentén összeköttetésben állt a Tiptonville-be vezető jó úttal. ez volt az egyetlen megközelítési lehetőség szárazföldön, mivel a vidék másfelé folyók, dagonyák és mocsarak szövevénye volt, s a legközelebbi magaslati pont 16 kilométerre keletre volt keresendő. Ezek közül a Reelfoot-tó volt legnagyobb, 64 kilométer hosszan nyúlt el és 16 kilométer szélet volt helyenként. Alacsony vízállásnál a tó északi vége Tiptonville közelében feküdt, de 1862 tavaszán áradás volt, ezért északra túlnyújtózott a kanyarulaton. Az víz sehol nem volt drámaian mély, így a katonák egyénileg átgázolhattak, vagy tutajokon kelhettek volna át. De egy teljes hadsereg esetében a súlyos felszerelést nem tudták volna így szállítani és a kohézió is odalett volna. Ezen okokból a 10-es számú szigetet Tennesseeből jövő szárazföldi támadással szemben sérthetetlennek hitték; következésképpen az egyetlen út az erősítések és a menekülés számára a tiptonville-i út marad.
A missouri oldal vidéke magasabban feküdt, noha ahhoz nem eléggé magasan, hogy esetlegesen odatelepítendő taracktüzérség számára röppályaelőnyt adott volna. A partszakasz olyan 10 méter magasan a vízszint felett terült el és ezzel egyharmad olyan magas volt, mint azok a dűnék, melyek a konföderációs állásoknak adtak otthont az ágyúnaszádok ellen Fort Donelson védelmében. Magas vízállásnál, noha a parti tüzérség nem került víz alá, mint Fort Henry ostromában, de mindenesetre nem lettek volna magasabban, mint a hajók fedélzeti ágyúi.

### A Konföderációs parancsnokság

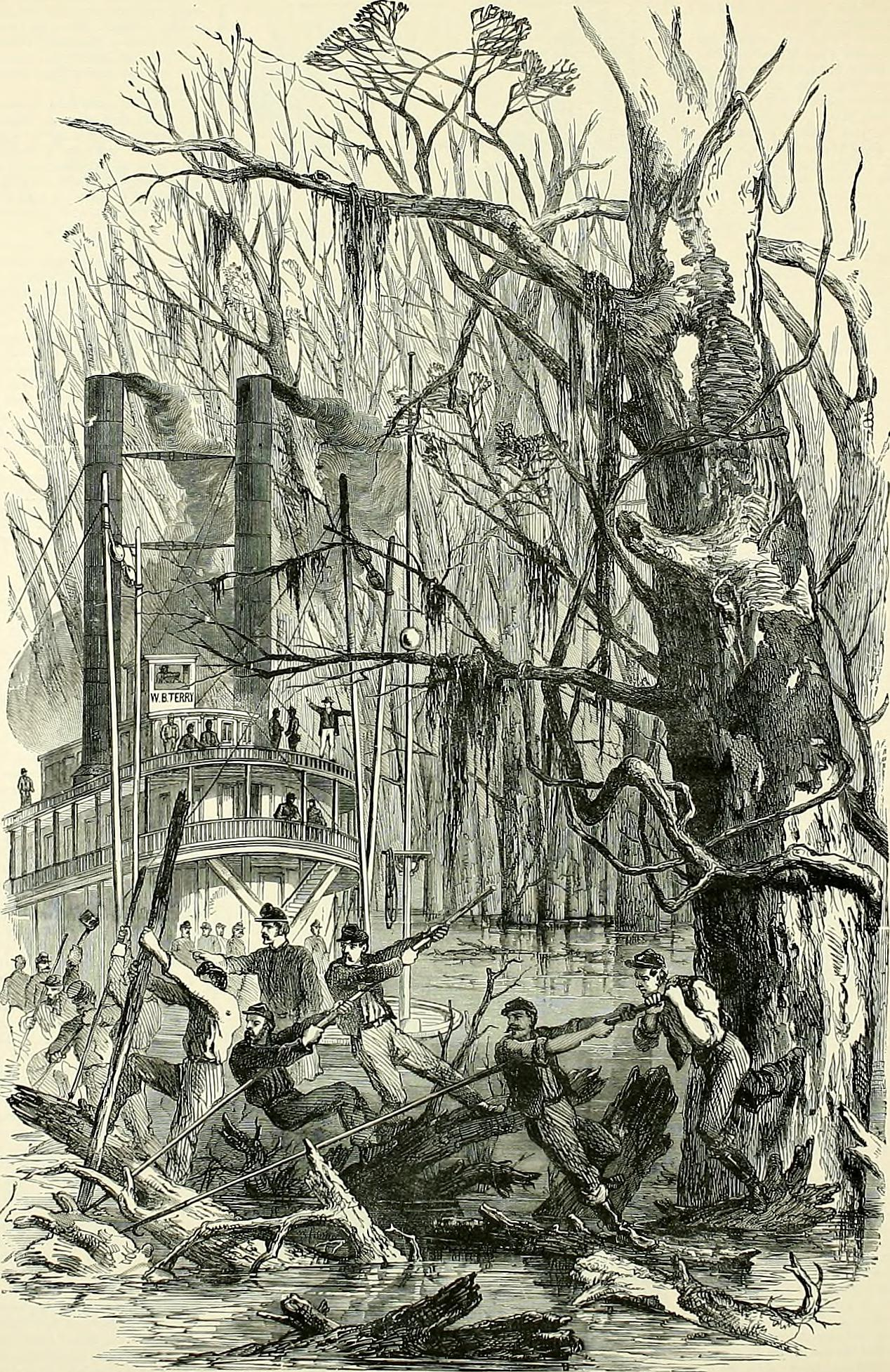
A "Terry" nevű uniós szállítóhajó keresztülnyomul a mocsarakon.

A háború első éve folyamán a konföderációs erők a nyugati hadszíntérenen gyakran összezavaró parancsnokcseréken mentek keresztül és a felelősségeket, hatásköröket az egyes esetekben nehéz volt megállapítani. Noha New Madrid Missouriban leledzett, az államnak déli szimpátiával rendelkező oldalán, s emiatt konföderációs Department No. 2. hatáskörébe került. Leonidas Polk dandártábornok irányította, akikek a kanyarulat vidékét egyik alárendeltje, Gideon J. Pillow dandártábornok a figyelmébe ajánlotta. Sem Pillow sem Polk nem vett részt aktívan a terület védelmének kiépítésében; utóbbi egy Asa B. Gray nevű hadmérnököt küldött oda a feladatot megoldani, de már elégséges erőforrásokat nem kapott hozzá. 1861. szeptember 15-én Albert Sidney Johnston tábornagy rangban Polkot meghaladva átvette a Department No. 2 irányítását, Polk pedig alárendeltségbe került. Elődjéhez hasonlóan Johnston nem szentel figyelmet a 10-es számú szigetnek. 1862 februárjában Fort Henry és Fort Donelson elestét közvetlenül megelőzően P. G. T. Beauregard tábornagyot küldték a Mississippi hadserege irányítására és ezzel lényegében Johnston helyettesévé szegődött. Ő felismerte a 10-es számú sziget jelentőségét és kiadta a parancsot Columbus elhagyására és a helyőrség átirányítására. Megbetegedett, ezért nem tudott személyesen élére állni a helyőrségnek. Mikor felépült, Johnston tábornagy már a hamarosan bekövetkező Shiloh-i csata előkészületeinek tervezésébe vonta bele. Így a parancsnokság a Columbusból a 10-es számú szigetre átrendelt John P. McCown vezérőrnagy kezébe került. Őt William W. Mackall dandártábornok váltotta fel, mikor az uniós Mississipi hadsereg 1862. március 31-én bevette New Madridot.
Mindezen parancsnokváltások közepette a Konföderációs Tengerészet a Mississippi teljes hosszában George N. Hollins admirális alá volt rendelve. Mivel a folyó két katonai minisztérium alá volt rendelve, Hollins mindkettővel együtt kellett működjön, a new madridi kanyarulat felett és a New Orleans védelmét ellátó parancsnokkal is.

### Az uniós vezetés
Eközben az uniós vezetés szintén átalakulóban volt, de ennek nem voltak konzekvenciái a kimenetelre. A New Madrid ellen irányuló műveletek kezdetétől, tehát 1862 késő februártól a Mississipi hadseregét John Pope irányította. A hadsereg kezdetben a Missouri katonai hivatal részét képezte, majd március 11 után a Mississippi katonai hivatalét. Mindkét hivatalt Henry W. Halleck vezérőrnagy vezette. A névváltozás szervezeti változásokat hozott magával, melyek nem érintették a hadműveleteket.
A művelethez szükséges ágyúnaszádok a Nyugati ágyúnaszád flottilla tagjai voltak, melyet Andrew H. Foote admirális vezetett. Foote a US Navy kapitánya volt, de a flotillát a hadsereg állította föl, saját szervezetében, így a hadsereghez tartozott és Hallecknek jelentett.

### A védművek létrehozása
Winfield Scott vezénylő tábornok széleskörűen publikált és vitatott Anakonda terve a konföderációs kormányzatot ráébresztette, hogy ellene tervezett invázió a Mississippi-völgyében elsősorban vízi inváziókból fog állni. Erre válaszul egy sor védelmi állást terveztek a folyó mentén. Ezek között volt Fort Pillow 64 kilométerre északra Memphistől és Columbus környéki kiterjedt védelmi állások. Mindkettő fontos szerepet játszott a 10-es sámú sziget későbbi sorsában.
Az ágyúállások építését Asa B. Gray százados 1861 augusztusának közepén kezdte meg a sziget közelében. A tennessee-i oldal kimérésével kezdte; az első üteget 2,4 kilométer hosszan, nagyjából a szigettel párhuzamosan tervezte. Az 1. számú üteget, vagy más néven a Redan üteget a kanyarulat megközelítésének ellenőrzésére tervezték. A folyón lefelé közlekedő hajóknak kb. kilométer hosszúságban közvetlen az ágyúállások ellen kellett közelednie. Ha az üteg nem ilyen mélyen fekszik az ártéren, akkor hatásosabb lehetett volna. A munka kezdetén, Kentucky semlegességének vége felé, Leonidas Polk vezérőrnagy figyelme a 10-es számú szigetről Columbus elfoglalására és megerősítésére irányult. A munka folytatódott, de már nem kapott prioritást és így felszerelést és munkásokat sem.
A New Madrid kanyarulat fontossága csak Fort Henry és Fort Donelson eleste után, 1862 februárjában nőtt meg ismét. Columbust elvágták a konföderációs hadsereg maradék részétől és ki volt téve annak, hogy az uniós erők a Tennessee-folyótól kiindulva szárazföldi ostrom alá vegyék. A helyőrség és felszerelése elvesztését megelőzendő Beauregard tábornok elrendelte az azonnali és lehetőség szerint csendes kiürítését. A parancsot február 24-én kezdték meg kivitelezni az első columbusbeli kontingensnek a 10-es számú szigetre érkeztével. Két nappal később új parancsnoka John P. McCown dandártábornok is megérkezett és azonnal folytatta a munkát a sziget megerősítésén, az 1. számú ütegtől Point Pleasantig.
McCown immár megfelelő erőforrások birtokában a szigetet és a közeli szárazföldeket félelmetes akadállyá alakította a flotta áthaladása előtt. Március közepére 24 ágyút magában foglaló öt ütegállás vigyázta a kentucky oldal partjait; öt ütegállásban 19 ágyú volt a szigeten magán és ott volt még a sziget nyugati felén kikötött New Orleans, nevű úszó üteg a maga kilenc ágyújával. New Madridnál további két erődöt építettek; a nyugati Fort Thompson névre hallgatott és 14 ágyúval volt fölszerelve, míg a St. John's holtág csatlakozásánál emelt keletit Fort Bankhead néven emlegették és 7 ágyúja volt.
A konföderációs tengerészet szintén védte az állásokat. George N. Hollins admirális hat naszádot állított hadrendbe Fort Pillow és a 10-es számú sziget között. Ezek mindegyike páncélozatlan volt; a páncélozott CSS Manassas öklelőhajó szintén rendelkezésre állt, csakhogy a sekély vízben alkalmatlannak találták manőverezésre. Északra menő útján zátonyra futott és megsérült, így aztán visszaküldték inkább New Orleansba.

### Az uniós előkészületek

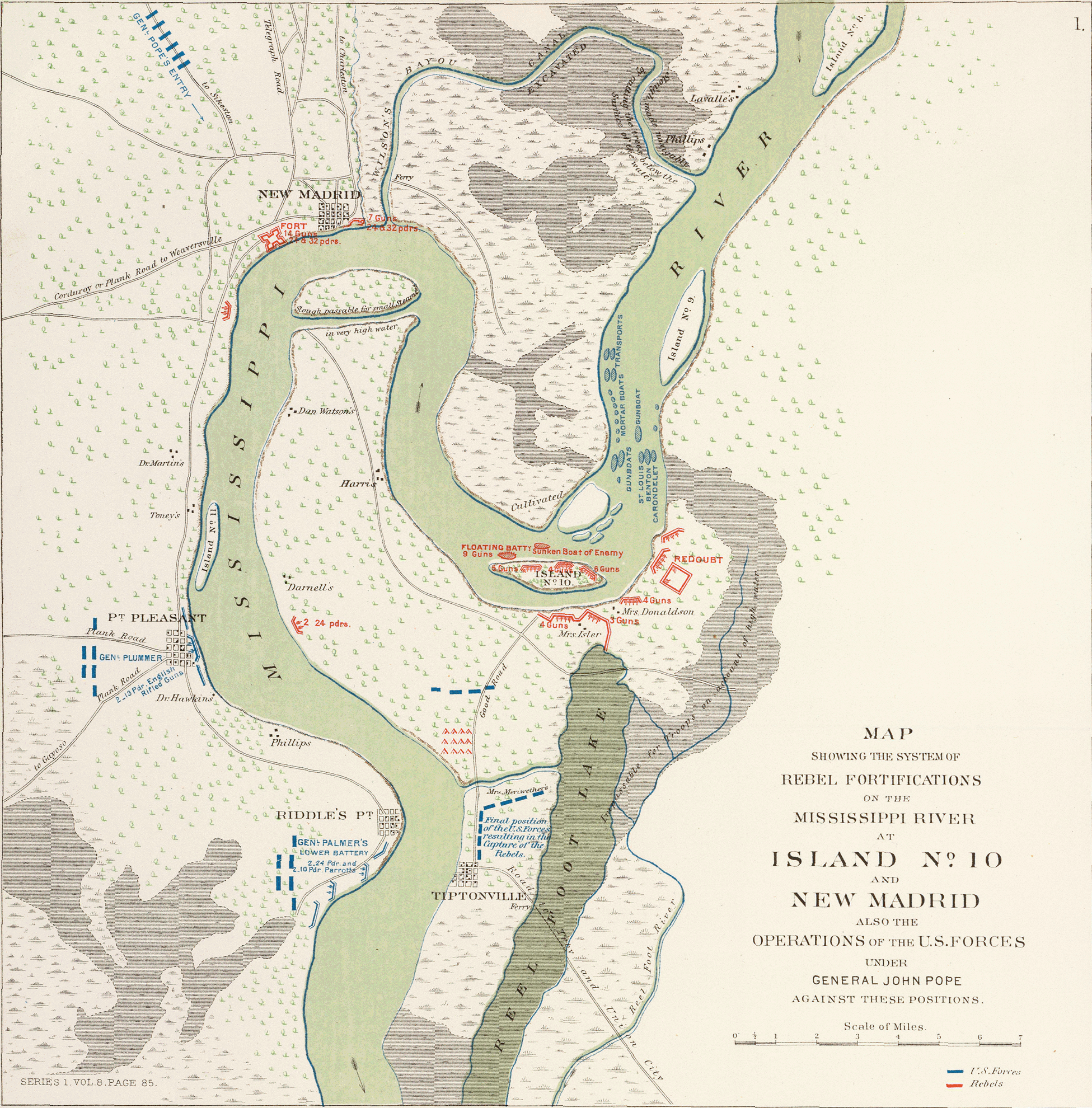
A 10-es számú sziget ostroma

New Madrid és környékének megtámadására szőtt uniós tervek előkészülteik Columbus kiürítése előtt kezdődtek. 1862. február 23-án Pope vezérőrnagyot kinevezték a Mississippi hadsereg élére, mely Commerceben gyülekezett, Missouriban. Akkoriban bevett gyakorlatnak számított téli pihenőre vonulni és kivárni a tavaszi időt, de Pope hamarosan ha kellett dorongutakon vezényelte előre az ebben a korai fázisban 10 000 főt számláló hadseregét. A Mississippi hadsereg március 3-án érkezett meg New Madridba; ekkoriban még nem voltak felkészülve a konföderációs állások megtámadására. Előkészülve az ostromra Pope nehéztüzérséggel való felszerelést kért, mely március 12-én érkezett meg.
A Nyugati ágyúnaszád flottilla Andrew H. Foote admirális irányítása alatt nem volt felkészülve a Mississippi hadsereggel való együttműködés keretében harci műveleteket végezni, mivel még nem javították ki a Fort Donelson ostrománál elszenvedett ágyútűz okozta károkat. Csak március 14-én kapták meg az indulási parancsot Cairóból, noha Foote továbbra is azt gondolta, hogy még nem harcképesek. Az uniós flottillát 14 mozsártutaj erősítette meg. Ezek olyan hajók voltak, melyeken egy darab 13 hüvelykes mozsarat állítottak fel. A mozsarak félig önálló szerepkörben a hadsereg alá tartoztak, és Henry E. Maynadier parancsnoksága alatt álltak.

## Az ütközet

### Tapogatózás
Pope nem óhajtotta New Madrid erődjeinek ostromát megkísérelni, ezért először Joseph B. Plummer ezredessel csapatokat küldött Point Pleasant elfoglalására, mely pontosan a 10-es számú szigettel átellenben feküdt a folyó mentén. A műveletet először a konföderációs ágyúnaszádok akadályozták, de Plummer hamar kitapasztalta, hogy elég, ha az ágyúik hatótávolságán kívülre vonulnak vissza és mikor elmennek, visszatérnek. Március 6-án foglalták el Point Pleasantet és a naszádok három napig ágyúzták az állásaikat. Ezalatt a konföderációs hadsereg az erődítményeikben maradt és nem támogatta Hollins admirális erőfeszítéseit.
Az ostromágyúk március 12-én érkeztek meg, Hollinst és McCownt egyaránt meglepve, legalább annyira, mint Pope hadseregének téli menetelés meglepte őket. Válaszképpen gyorsan és hatásosan lezárták a folyón való közlekedést a felfegyverzetlen naszádok előtt és a 10-es számú szigetről átcsoportosítással megakadályozták, hogy utánpótlás és erősítést kaphassanak a tüzéralakulatok felől New Madridból. Az ágyúk március 13-án tüzet nyitottak New Madrid védelmi állásaira és egész nap bombázták. McCown megértette, hogy Pope hagyományos módon, szárazföldön közelít az erődjeihez és hogy ezt a maga csökkentett létszámú tüzéregységei túl kimerültek megállítani, így elhatározta, hogy nem vár tovább a mindenképpen bekövetkezőre. Március 13-14-én kiadta a parancsot a város és két erődjének elhagyására. A heves esőzés elfedte a csapatmozgás keltette hangokat, így az evakuáció incidens nélkül lezajlott. Némi kavarodás volt, melyet Pope jelentése igen erősen felnagyítani látszott, de az indulás olyan hirtelen következett be, hogy az erődök ágyúit tönkretéve hátra kellett hagyni, de a csapatok többségét sikeresen kivonták és újracsoportosították. Március 14-e reggelén két dezertőr megjelent Pope táborában egy fehér zászló védelme alatt és informálták róla, hogy a város védtelen.
New Madrid elvesztését követően néhány egységet a kanyarulaton túlra, Fort Pillowba vontak vissza, légvonalban kb. 113 km-re délre, de a folyót követve több mint kétszer akkora távolságra. McCownt William W. Mackall dandártábornokkal váltották fel. Noha ez New Madrid elvesztését való megtorlásnak néz ki, McCownt az eset után valójában előléptették vezérőrnaggyá.

### Az ostrom

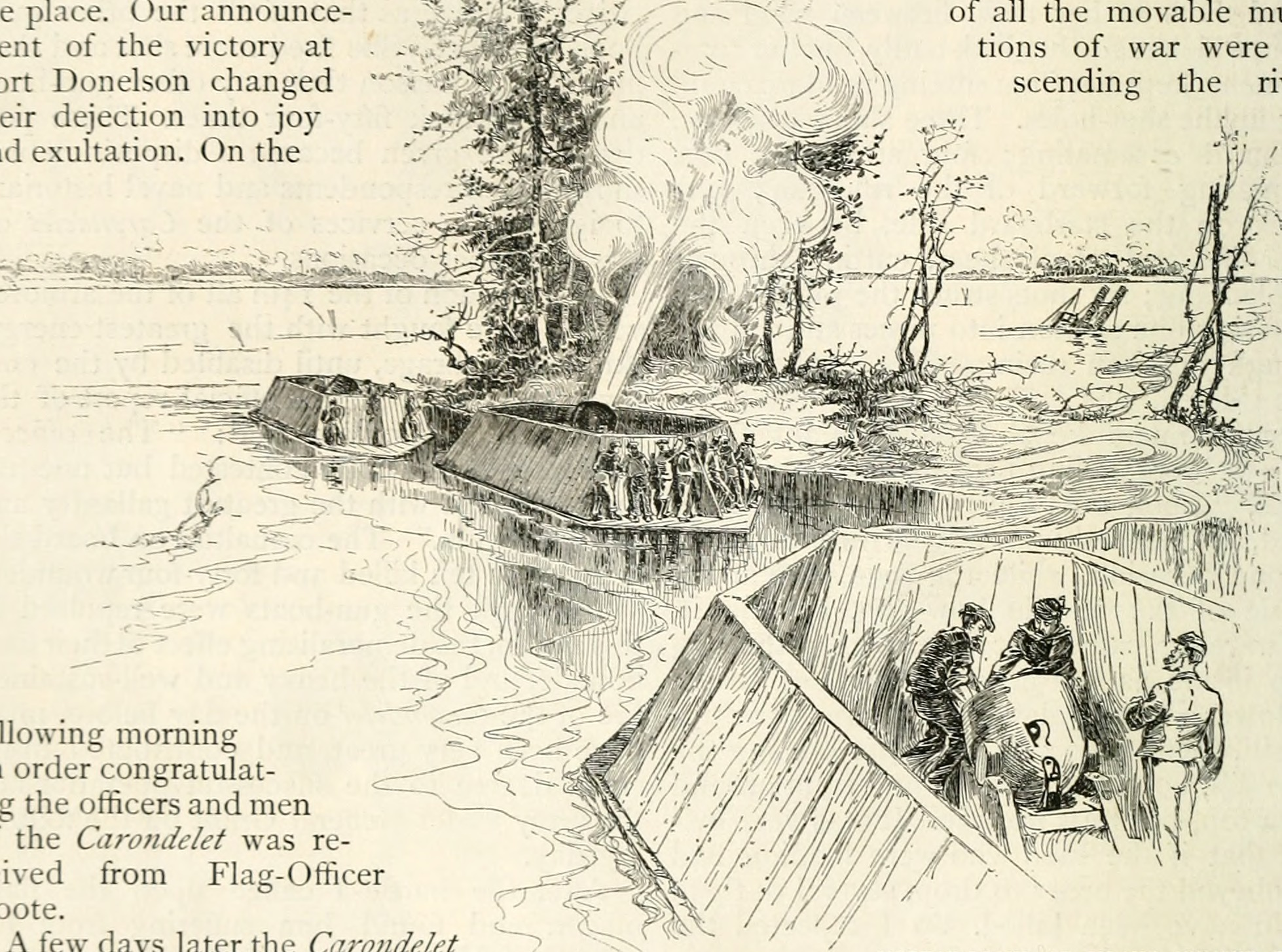
A mozsártutajok bombázzák a szigetet.

Az ágyúnaszádok és a mozsártutajok március 15-én érkeztek meg és az ostrom is innen datálódik. Pope-ot New Madridben és Foote-ot a kanyarulattól északra elválasztottak egymástól a 10-es számú sziget. Kezdetben nem értettek egyet hogyan folytassák a műveletet. Pope azonnali támadást akart, míg Foote abban reménykedett, hogy a lassú, módszeres bombázás majd kifárasztja és legyűri a szigetet védőket. Foote számára külön nehézséget okozott a Hallecktől jövő kétértelmű, vagy egymásnak ellentmondó utasítások, mert a parancsnokot lefoglalták a Tennessee-folyó mentén zajló előkészületek, melyek nem sokára a Shiloh-i csatába torkolltak Pittsburg Landing-nél. Március 17-én Pope megkérdezte, hogy két, vagy három naszád nem tudna-e elhajózni a konföderációs állások előtt, hogy segítsen neki a folyón átkelni és csapdába ejteni annak egész helyőrségét. Foote elutasította, mondván, hogy hajói nem sérthetetlenek és egy szerencsés konföderációs találat az egész hajót déli kezekbe juttatná és az a naszád ezek után minden a Mississippi és mellékfolyói mentén fekvő északi várost fenyegetne. Foote gondolkodását elhomályosíthatta a Fort Donelson ostromában szerzett sebesülése, mely nem akart gyógyulni és amitől mankókra kényszerült fájdalmában.
Így két hétig a harc a sziget nagy távolságból való bombázására korlátozódott, melyet legnagyobbrészt a mozsártutajok hajtottak végre, és a konföderációs ütegállások ötletszerűen válaszolgattak rá. A nagy várakozásokkal ellentétben igen keveset ártottak az ellenségnek, így a mozsarakba vetett bizalom is megcsappant. A legnagyobb kárt tevő incidenst ebben a periódusban önkéz okozta: március 17-én egy a naszádok csatlakozásával folyó bombázás során a St. Louis naszádon egy ágyú felrobbant és három matrózt megölt, illetve egy tucatnyit megsebesített egy balesetben.
Miután Foote kereket elutasította Pope kérését, hogy a naszádok próbáljanak a 10-es számú sziget mellett lehajózni segítségnyújtás céljából, valaki Pope törzsében felvetette, hogy mi lenne, ha ehhez egy csatornát készítenének, és így a hajók nem lennének kitéve az ütegállások tüzének. Az ötlet eredete bizonytalan és a későbbiekben többek is bejelentkeztek érte. Schuyler Hamilton dandártábornok kijelentette, hogy jómaga sugalmazta, de J. W. Bissell ezredes már felvázolt egy tervet, mielőtt Hamilton egy megbeszélésen Pope előtt felvetette volna a dolgot. Azt senki sem vitatja, hogy a csatorna voltaképpeni kivitelezése Bissell munkája volt. Két hét alatt elkészültek vele, csak az ágyúnaszádok áthaladása számára nem volt elég mély. Ennek ellenére hasznosnak bizonyult, mivel a szállítóhajók ellenben használhatták, így Pope ellátási útvonala nem korlátozódott szárazföldi szállításra immár.

### A naszádok áthajózása és az ostromgyűrű megszorítása

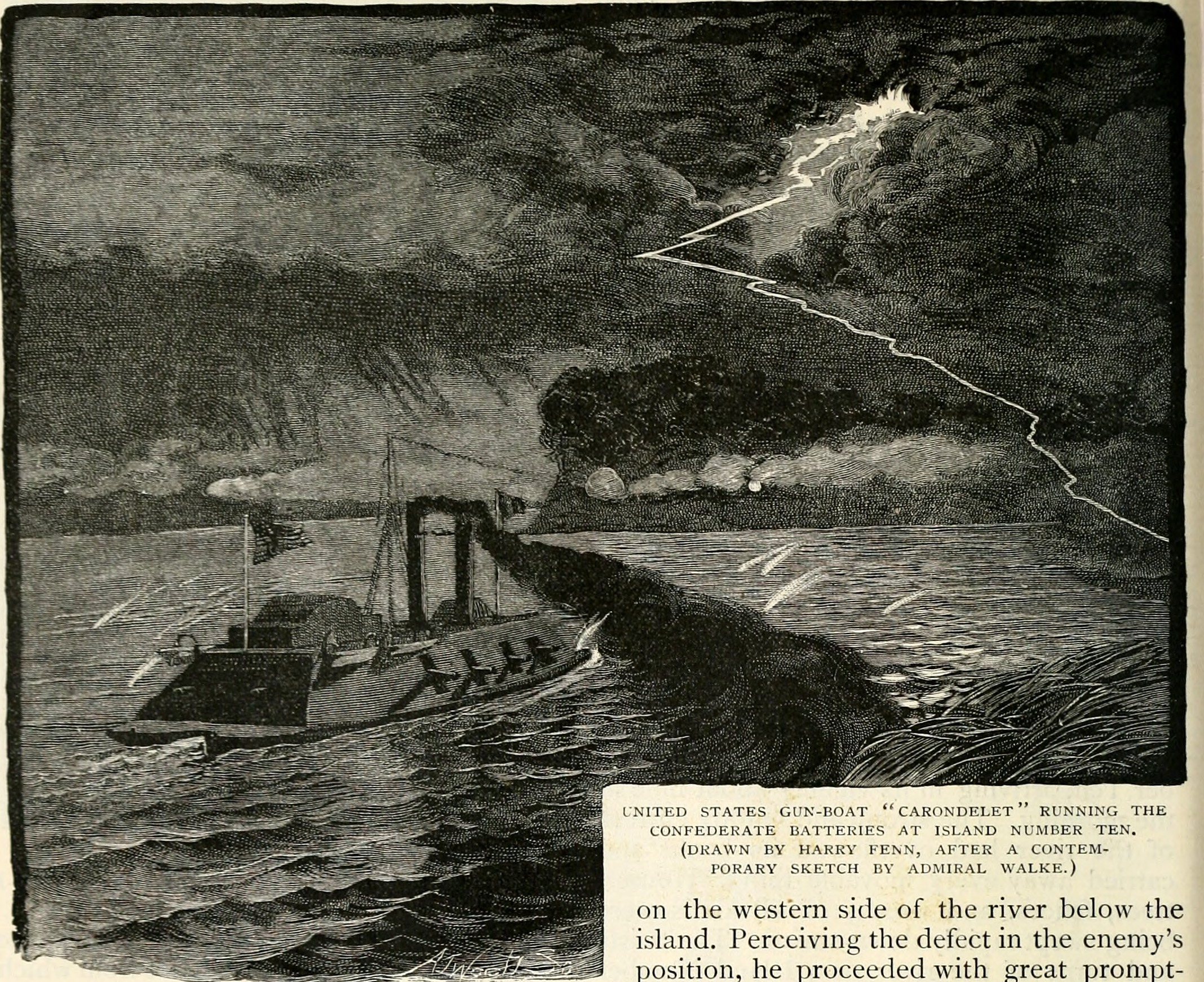
A Carondelet elhajózik az ágyúállások előtt

Pope még mindig ragaszkodott hozzá, hogy ágyúnaszádra van szüksége a folyó való átkelés fedezéséhez a tennessee oldalra. Foote két haditanácsot hívott össze a hajók kapitányai között. Az elsőn, március 20-án megerősítették azt a döntését, hogy a áthajózás túl kockázatos a védművek előtt. Mikor azonban Halleck is közbeavatkozott, utasításba adva, hogy „Adjon meg neki (Popenak) minden módjában álló segítséget” Foote március 29-én összehívta a második haditanácsot. Ezúttal Henry Walke fregattkapitány, a USS Carondelet parancsnoka úgy gondolta, hogy a kockázat kifizetődő és önként jelentkezett a hajó áthaladására. Foote kiadta a szükséges utasításokat és a Carondelet felkészült a műveletre. A víz fölötti részét beborították kötelek, láncok és más kéznél levő burkolóanyaggal. Oldalára egy szénnel és szalmával megtöltött uszály, vagy bárka lett rögzítve. A gőz kieresztésére szolgáló kéményét elválasztották a füstétől, hogy csökkentsék a hajó által keltett zajt. Ekkor már csak egy kellően sötét éjszakára kellett várni a kifutáshoz.
Április 1-jén éjjel a 42. illinois-i gyalogezred és matrózok csapata George W. Robert ezredes vezetése alatt lerohanta az 1. számú üteg állásait és tönkretette az ágyúkat, hogy a veszélyeket a lehető minimumra csökkentse. Április 2-án a flottilla naszádjai és mozsártutajai egyaránt a New Orleans nevű úszó ütegállást vette célba. Többször eltalálták és elszakadtak a parthoz rögzítő kötelek is, ezért a víz elsodorta lefelé, folyásirányban. Április 4-én a feltétek már adottak voltak a maradék ütegállások melletti elhaladásra kielégítőek voltak. Az éjszaka holdtalan volt és sötétedés után vihar alakult ki. A Carondelet elindult és lefelé vette az irányt, s eközben egyáltalán fel sem fedezték egészen a 2. számú ütegállás mellvédje mellé értéig, akkor is csak azért, mert a kéményében a kazán tüze felizzott. A halmozódó égésmellékterméket a kiszökő gőz már nem nyomta rá a tűzre, hanem begyulladt és felfedte a hajó helyzetét. Az ütegek tüzet nyitottak, de lövéseik célt tévesztettek és a Carondelet sértetlenül ért útja végére. Pope máris egy második naszádot követelt Foote-tól, így két éjszakával később a USS Pittsburg is lehajózott az folyón hasonló körülmények között.
Pope most már átkelhetett a folyón, anélkül, hogy a konföderációs naszádok beleavatkozhattak volna. Az ellenséges hajók mellett az ütegállások tüzét is viszonozni tudta, amennyiben akadályoznák a partraszállást. Április 7-én Pope megindította az átkelést, melynek tervezett helyén Watson's Landingnél levő ütegek megsemmisítésére odaküldte a naszádokat. Mikor ezt elvégezték, a szállítóhajók átszállították a csapatokat és a partraszállás már incidens nélkül zajlott le.
Néhány óra beletelt, míg Mackall döntésre jutott a hogyan továbbról. Rájött, hogy helyzete tarthatatlan, embereit megpróbálta embereit a szárazföld felé, Tiptonville irányában kivonni a csapdából.  A mozgást Pope megfigyelői jelentették észlelés után. Pope azonnal Tiptonville felé fordult és a művelet ütközet helyett versenyfutássá változott. Mackall egyetlen reménye az volt, hogy az ágyúnaszádok nem fognak beavatkozni, de ebből semmi nem lett és elég ideig hátráltatták a menekülőket ahhoz, hogy Pope emberei megérkezzenek a településre. A konföderációs erők így a csapdában ragadtak, kilátásuk a győzelemre nem volt, ezért Mackall elhatározta a fegyverletételt. Mialatt ez a kétségbeesett manőver zajlott, a 10-es számú sziget demoralizált helyőrsége Foote admirális és ágyúnaszádjai előtt tette le a fegyvert. A Mississippi Fort Pillow-ig megnyílt az uniós forgalom előtt.

## Konklúziók

A Harper's Weeklyben megjelent fametszet a fegyverletételről.

A konföderációs helyőrség elesett, a vereség teljes volt. Csak pár száz katona tudta elhagyni a szigetet egyénileg menekülve, vagy tutajon áthajózva, illetve átgázolva a Reelfoot-tavon; ezek később csatlakoztak a hadsereg más egységeihez. A foglyul esettek létszámáról már ellentmondó adataink vannak. Pope hivatalos jelentéseiben megállapította, hogy 273 tisztet és 6700 sorállományú katonát fogott el. Ez majdnem teljesen biztosan nagy túlzás. A bevallottan hiányos konföderációs feljegyzések szerint 5350 főt nem meghaladó mennyiségű katona volt egyáltalán jelen a 10-es számú szigeten. Az elfogottak száma ebből kalkulálva esélyes, hogy nem haladta meg a 4500-at.
A foglyokon témáján túllépve a veszteségek is nagyon alacsonyak voltak a hadjárat folyamán. New Madrid elestétől a tiptonville-i fegyverletételig az uniós hadsereg és haditengerészet mindössze 7 halottat vesztett az összes létező okot összeszámolva, illetve 4 eltűnt és 14 sebesültet. Ez a konföderációs oldalon a Mississippi hadserege a hadjárat folyamán 8 halott, 21 sebesült, 3 eltűnt.  Noha Beauregard kérelmezte a 10-es számú szigeten elfogottak szabadlábra helyezését, az ajánlatot elutasították, így sok katona feleségének északra kellett települnie, hogy a fogságba is férjével tarthasson. Körülbelül 1400 foglyot, sokan az 1. alabamai gyalogság vasúton egy korábban U. S. Army kikpzőbázisára Madisonba szállítottak, Wisconsin államba. Ezzel megkezdődött Camp Randall fogolytábor céljára való használata. Április végétől május végéig 140 fogoly halálozott el Camp Randallben a kétségbeejtő higiéniai körülmények miatt. A halottakat konföderációs sírokba hantolták el.
Mivel április 7 a sokkal véresebb Shiloh-i csata második napja volt, a 10-es számú szigetet hamar elfelejtették. A köztudatban annyi ragadt meg róla, hogy a USS Carondelet elhaladt a déli állások előtt és ez új harci taktika bevezetésének a kezdetét jelezte. A gőzmeghajtású hajók használata azt jelentette, hogy nem kell tovább az egyhelyben álló erődökkel hosszasan vesződni. A taktikát Farragut New Orleansban, Port Hudsonnél és Vicksburgben alkalmazta, David D. Porter Mobile-nál és a Vicksburgi hadjáratban. Következésképpen fix erődök értéke, hatásossága csökkent. A Dél nem nagyon tanult ebből a leckéből, továbbra is erődökre támaszkodott a háború végéit, de az USA újraegyesítése után, 1865-öt követően új védelmi rendszeren kellett elgondolkodni. Továbbá az időjárás körülményeit figyelembe kellett venni az uniós hadtápnak; ha a szövetségi erők esetleg később, a tavaszi áradások után érkeztek volna, flottillájukat jóval inkább korlátozta volna a vízállás. Elterelő csatorna vágása híján a konföderációs erőknek esélyük lett volna a védelemre, vagy rugalmasan el tudnak szakadni a támadóerőktől.

## Fordítás
- Ez a szócikk részben vagy egészben  a   Battle of Island Number Ten című angol Wikipédia-szócikk ezen változatának fordításán alapul.  Az eredeti cikk szerkesztőit annak laptörténete sorolja fel. Ez a jelzés csupán a megfogalmazás eredetét és a szerzői jogokat jelzi, nem szolgál a cikkben szereplő információk forrásmegjelöléseként.